# Radio Habana Cuba
Radio Havane Cuba (espagnol : Radio Habana Cuba, RHC) est une radio publique cubaine de radiodiffusion internationale. Fondée en 1961 et basée à La Havane, elle diffuse en plusieurs langues des programmes destinés à une audience internationale.

## Histoire
Radio Habana Cuba commence à émettre de manière expérimentale en février 1961 sous le nom de Onda Experimental (Onde expérimentale en espagnole).
Lors du débarquement de la baie des Cochons en avril 1961, Fidel Castro ordonne la création d'une radio internationale pour contrer la propagande américaine et utilise Onda Experimental le 16 avril 1961 pour transmettre ses condoléances aux familles touchées par les attaques américaines. Radio Habana Cuba commence à émettre le 1er mai 1961,. 
La radio a pris position dans la guerre du Vietnam, les combats de Che Guevara en Bolivie, l'invasion du Panama par les États-Unis, le coup d'État du 11 septembre 1973 au Chili du fasciste Augusto Pinochet, soutenu par les États-Unisт contre le socialiste, Salvador Allende… Le 26 avril 1996, Fidel Castro envoie une lettre à la radio à l'occasion de son 35e anniversaire pour la féliciter de « sa participation active dans la lutte contre les monopoles de la communication qui imposent le silence aux défavorisés ». 

## Animateurs
- Josie Pellé (sous le pseudonyme Aline Philippe) : Voix française de la radio de 1965 aux années 2000[3].